# Seelachschule

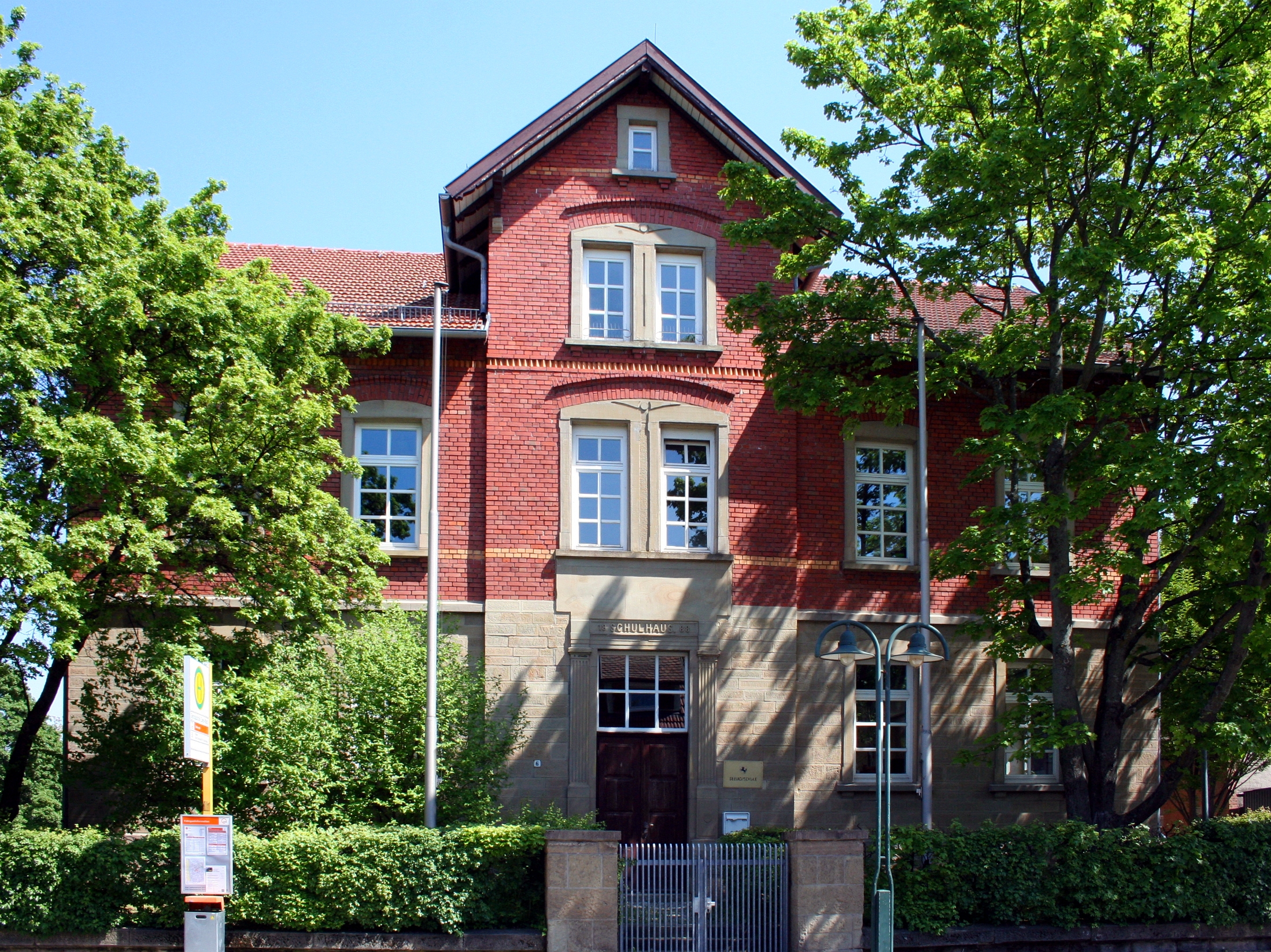
Seelachschule, 2011

Die Seelachschule ist ein historisches Schulgebäude im Stuttgarter Stadtteil Weilimdorf. Das Gebäude in der Glemsgaustraße 6 ist geschützt nach § 2 DSchG BW.

## Geschichte
Der zweigeschossige traufständige Backsteinbau mit Mittelrisalit ist der Nachfolgebau des alten Schulgebäudes neben der Oswaldkirche. Es wurde 1887/88 auf dem Gelände des 1869 wegen Überfüllung geschlossenen Friedhofs errichtet und im November 1888 eingeweiht. Das Haus bestand ursprünglich aus vier Klassenräumen und einer Lehrerwohnung unter dem Dach. 1908 wurde an der Rückseite ein Anbau errichtet, der drei weitere Klassenräume, einen neuen Abort, das Treppenhaus und eine zweite Lehrerwohnung aufnahm. Entlastung für das weiterhin überbelegte Schulhaus brachte die Eröffnung der Wolfbuschschule 1933. Grund- und Hauptschule zogen 1967 in die neu errichtete Reisachschule um. Im alten Schulgebäude wurde eine Förderschule untergebracht, nach der es den Namen Seelachschule erhielt.